# Gevlekte griet
De gevlekte griet (Zeugopterus punctatus) is een straalvinnige vis uit de familie van tarbotachtigen (Scophthalmidae), orde platvissen (Pleuronectiformes), die voorkomt in het noorden van de Atlantische Oceaan tussen Trondheim aan de Noorse kust en de Golf van Biskaje en Newfoundland.

## Beschrijving
De gevlekte griet kan maximaal 25 centimeter lang worden. De vis is aan de linkerzijde chocoladebruin met grote zwartbruine vlekken. De ogen zitten aan de linkerzijde. De rug- en aarsvin eindigen beide met een lob onderaan de staartvin. De rugvin heeft 88-102 vinstralen en de aarsvin 67-76.

## Voorkomen en natuurbeschermingsstatus
De gevlekte griet is een zoutwatervis die voorkomt in kustwateren met rotsige bodems die begroeid zijn met (bruin)wieren. De gevlekte griet leeft in ondiep water, zelden dieper dan 40 meter. Aan de Nederlandse kust is dit een zeer zeldzame vissoort. De vis staat als gevoelig op de Nederlandse Rode Lijst maar als niet bedreigd op de internationale Rode Lijst van de IUCN.